# ناحیه کوانیا
ناحیه کوانیا (به لاتین: Kwania District) یک منطقهٔ مسکونی در اوگاندا است که در استان شمالی، اوگاندا واقع شده‌است.